# Ейфелева будівля
Ейфелева будівля (порт. Edifício Eiffel) — багатофункціональна будівля в районі Республіка міста Сан-Паулу, Бразилія. Вона була спроєктована архітектором Оскаром Німеєром (1907-2012) і розташована на південному заході від площі Республіки Праса-да-Републіка. Будівля була спроєктована в 1953 році та завершена в 1956 році. Ейфелева будівля є бразильським прикладом декартового хмарочоса, типу будівлі, розробленого Ле Корбюзьє.